# San Sebastianello
San Sebastianello var en kyrkobyggnad i Rom, helgad åt den helige martyren Sebastian. Kyrkan var belägen i närheten av Spanska trappan i Rione Campo Marzio.

## Kyrkans historia
Denna lilla kyrka uppfördes år 1895 av dominikanfäderna för deras generalkuria i Rom. På 1930-talet lämnade dominikanerna San Sebastianello och etablerade sig vid Santa Sabina på Aventinen. Enligt Ferruccio Lombardi byggdes kyrkan då om till garage.
Kyrkan hade ett högaltare invigt åt den helige Sebastian och två sidoaltaren: det vänstra var invigt åt Vår Fru av Rosenkransen och det högra åt den helige Thomas av Aquino.